# Helmholtzplatz
Der Helmholtzplatz, ugs. Helmi, ist ein rechteckiger Platz im Ortsteil Prenzlauer Berg des Bezirks Pankow von Berlin. Er bildet den zentralen Platz des Helmholtzkiezes. Er ist nach dem Physiker Hermann von Helmholtz benannt. Der stark begrünte Platz mit zwei Kinderspielplätzen, einem Bolzplatz, mehreren Tischtennisplatten, einem Streetballcourt und einem Kieztreff liegt etwa drei Meter über dem Niveau der ihn umgebenden Wohnstraßen Raumerstraße, Lychener Straße, Lettestraße, Schliemannstraße und Dunckerstraße. Er vermittelt den Charakter eines kleinen Parks inmitten des dichtbesiedelten Altbaugebiets und erfüllt die Funktion einer wichtigen Erholungsfläche und eines sozialen Anlaufpunkts für die Bewohner.

## Lage
Der Helmholtzplatz liegt im Nordosten Berlins in einem dicht bebauten Wohngebiet, das durch die Schönhauser Allee, die Danziger Straße, die Prenzlauer Allee sowie die S-Bahn-Trasse der Ringbahn begrenzt wird. Umgangssprachlich wird das Gebiet Helmholtzkiez genannt, nach den quer verlaufenden umgebenden Straßen auch LSD-Viertel.

## Geschichte

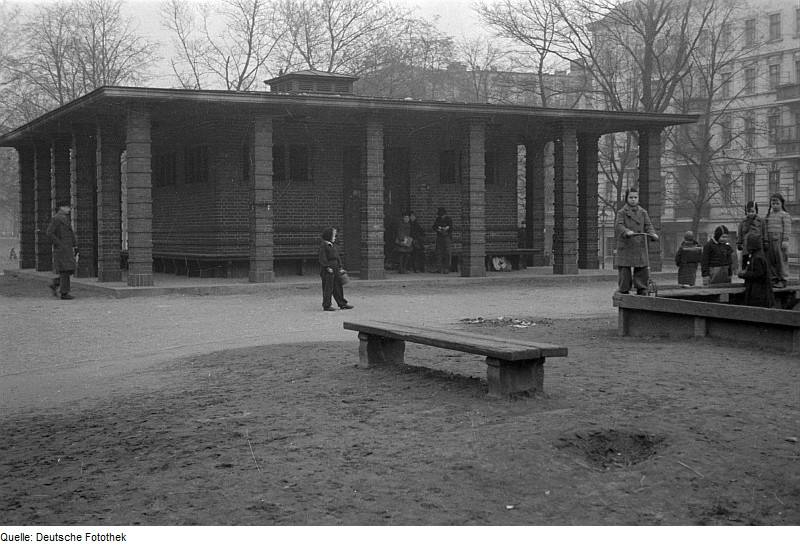
Trafohaus auf dem Helmholtzplatz, März 1946

Im Hobrecht-Plan von 1862, der auch die Bebauung des damals noch landwirtschaftlich genutzten Windmühlenbergs vorsah, trug der Platz die Bezeichnung D XII. 1885 wurde die in diesem Gebiet bestehende Ringofen-Ziegelei des Deutsch-Holländischen Aktien-Bauvereins gesprengt und mit Mietwohnhäusern bebaut. Erst nach Protesten der Anwohner wurden die Reste des alten Ringofens zugeschüttet. Am 4. August 1897 erhielt der Platz dann seinen heutigen Namen. Bereits 1898 begann man mit der Gestaltung als gärtnerische Schmuckanlage mit Spielbereichen. 1928 wurde in der Osthälfte des Platzes ein Trafohaus als elektrische Schaltstation gebaut und mit einem Sitzbereich und Wetterschutz ergänzt.

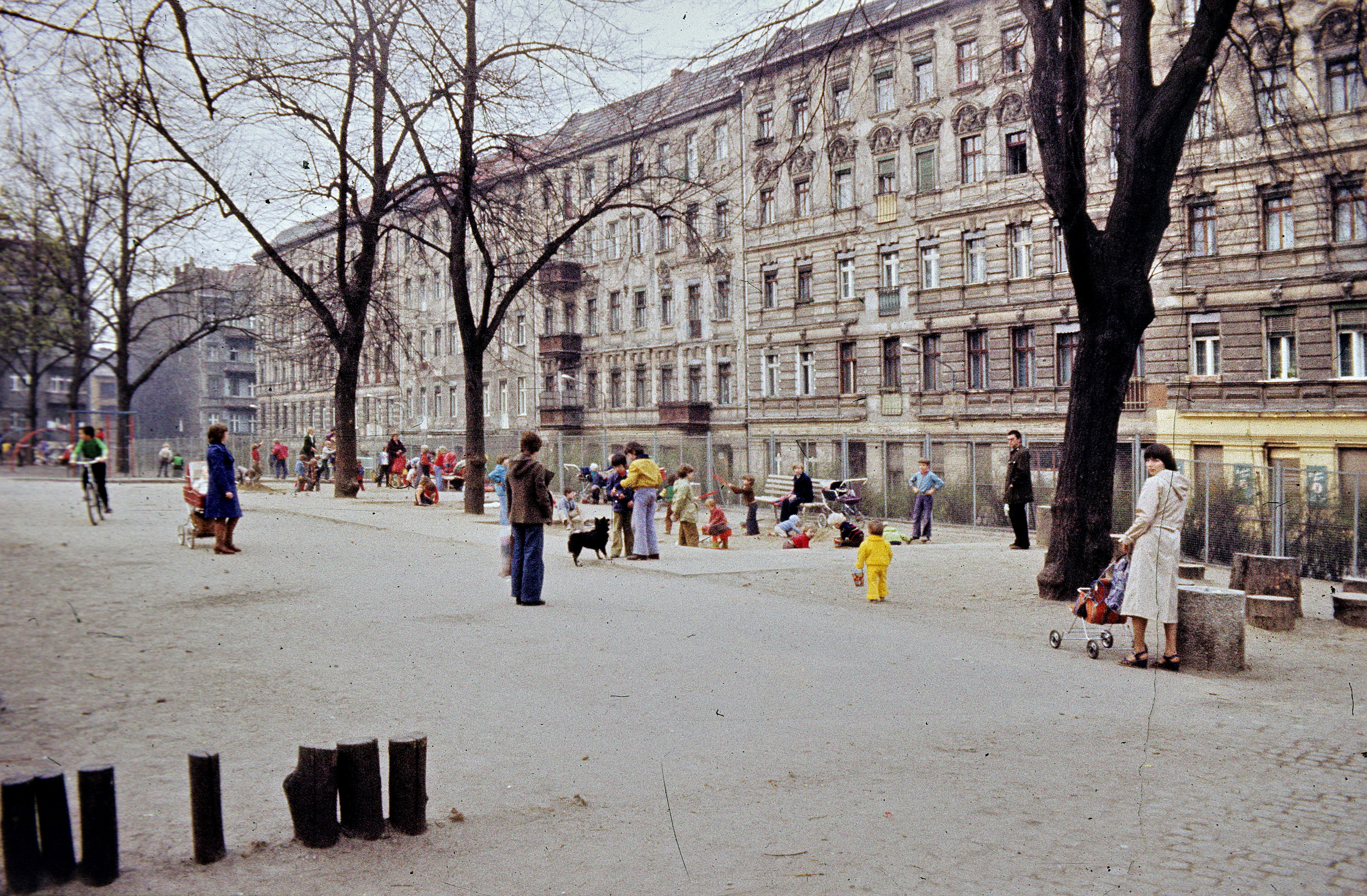
Lettestraße, Helmholtzplatz, 1983. Fotografie: Gerd Danigel

Durch den Zweiten Weltkrieg gab es einige Zerstörungen auf dem Helmholtzplatz. Danach wurde er als parkähnlicher Stadtplatz mit Kinderspielplatz, Sitzgelegenheiten und Wiese neu gestaltet. Um 1950 wurde der Säulenbereich des Trafohauses vermauert. 1976 wurde auf dem Platz eine öffentliche Bedürfnisanstalt gebaut und ein Ballspielplatz eingerichtet. 1983 wurde ein großer Teil des Platzes versiegelt, um ihn als zentralen Verkehrserziehungsgarten des damaligen Bezirks Prenzlauer Berg zu nutzen.

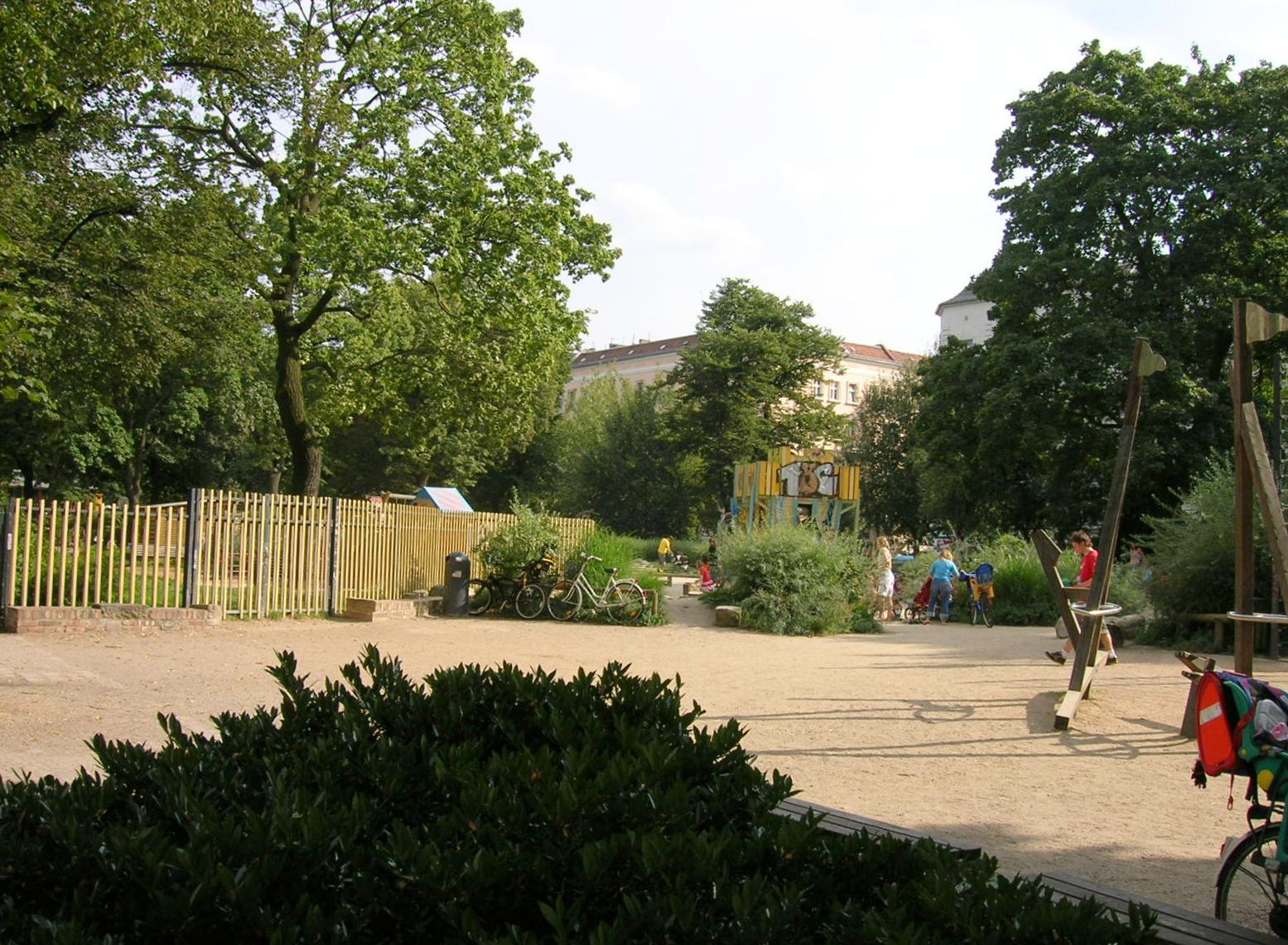
Spielplatzbereich im Westteil des Platzes nach der Umgestaltung

Nach der politischen Wende 1989 gab es zahlreiche Ideen zur Umgestaltung des Platzes. Die Säulenhalle des Trafohauses wurde wieder freigelegt und im Bereich der alten Ziegelei wurden Ausgrabungen durchgeführt. In den 1990er Jahren wurde das Quartier um den Helmholtzplatz vom Berliner Senat zum Sanierungsgebiet erklärt. 1993 lobte der Senat einen Wettbewerb zur Freiraumgestaltung aus. Allerdings dauerte es bis 1998, ehe die Gelder für einen Umbau zur Verfügung standen. In der Zwischenzeit verwilderte der Platz und wurde zu einem Treffpunkt von Straßenpunks und Alkoholikern. 1998 wurden dann zunächst der Bolzplatz und die Spielanlagen rekonstruiert. Von 1999 bis 2001 wurden die übrigen Bereiche in drei Bauabschnitten unter Berücksichtigung verschiedener Nutzerbedürfnisse neu gestaltet. Aus der Bedürfnisanstalt wurde ein Nachbarschaftshaus und in das Trafohaus zog ein Laden für Kindermode mit Aktionsgalerie, später dann ein Café für Familien mit Kindern, Café Kiezkind, ein.

## Museum
In der Dunckerstraße 77 befindet sich eine Zweigstelle des Museums Pankow, die im ersten Stock die Geschichte der Bebauung des Helmholtzkiezes anschaulich vermittelt. Die Exponate der Museumswohnung (eine im Stil der Zeit um 1900 ausgestattete Zweizimmerwohnung) stammen aus dem 1987 eröffneten und im Juni 1995 aus Kostengründen geschlossenen Museum „Berliner Arbeiterleben um 1900“ in der Husemannstraße 12.

## Filme
- Der DEFA-Dokumentarfilm Spielplatz (Regie: Heinz Müller) porträtiert den Platz im Jahr 1965.[2]
- Der Dokumentarfilm Einmal in der Woche schrein (DEFA 1982, Regie: Günter Jordan) porträtierte Jugendliche des Viertels beim Feiern im „Kinderklub“ am Helmholtzplatz. Die Musik stammt von der Band Pankow.[3]
- Im Haus Ecke Duncker-/Raumerstraße drehte Andreas Dresen 2005 seinen Spielfilm Sommer vorm Balkon.